# Akçay (rivière)
Pour les articles homonymes, voir Akçay.
La rivière Akçay, que les Anciens appelaient l’Harpase (en turc : « rivière blanche ») est une rivière turque coupée par le barrage de Kemer. C'est un affluent du Méandre sur sa rive gauche.